# 進相コンデンサ
進相コンデンサ（しんそうコンデンサ）とは交流回路において力率を改善するために挿入するコンデンサである。コンデンサの用途に対する名称である。

## 概要
コンデンサが交流で90度位相が進む性質を利用して誘導性負荷（電動機など）の遅れ位相を進み位相によって打ち消し、力率改善をする設備。小容量のものでは単体で使用することが多いが、中 - 大容量では接続する進相コンデンサの台数が最適になるように、自動力率調整器によって調節している。
進相コンデンサには、高圧（交流600V以上）と低圧（交流600V以下）に分かれており、高圧は一般的に交流3,300V以上で製作される。低圧は交流220Vで比較的小容量の物が多くある。進相コンデンサの容量表示は一般的にファラッド (F) だが、交流に対する抵抗値である容量性リアクタンスXc (Ω)、又は無効電力の単位であるバール (var) で表現される場合もある。また電源が単相交流では誘導モーターが始動できないため、回転子と固定子の間の滑り磁界発生のために進相用コンデンサを加えて使用する。単相誘導電動機において、この進相用コンデンサを「始動コンデンサ」と呼ぶ。

## 事故
1975年（昭和50年）以前に製造された低圧進相コンデンサは保安装置が内蔵されておらず、経年劣化により火災事故が発生する恐れがあり、使用中止および交換が促されている。とりわけ梅雨から9月にかけて多発する。